# Hiroki Ono
Hiroki Ono (尾野弘樹?, Ono Hiroki; Nara, 15 luglio 1992) è un pilota motociclistico giapponese, vincitore del campionato giapponese Moto3 nel 2021, 2022 e 2023.

## Carriera
Nel 2007 corre nel campionato giapponese 125. Nel 2008 debutta nella classe 125 del motomondiale, correndo il Gran Premio casalingo in qualità di wildcard a bordo di una Honda RS 125 R, senza ottenere punti. Nel 2010 corre nel campionato Italiano Velocità dove ottiene un podio e chiude al quinto posto. In questa stessa stagione prende parte  all'europeo classe 125 svoltosi in gara unica ad Albacete dove si ritira dopo sei giri.
Nel 2011 viene ingaggiato dal team Caretta Technology, che gli affida una KTM FRR 125, per correre nella classe 125 del motomondiale, ma dopo il Gran Premio di Francia viene sostituito da Alexis Masbou; ha totalizzato 8 punti con l'ottavo posto al GP di Spagna. Termina la stagione tornando nel CIV classe 125 dove, con una motocicletta Rumi, conquista un podio ed il quindicesimo posto in classifica finale.
Nel 2012 corre nell'Asia Road Racing Championship, concludendo secondo in classifica globale. Nel 2013 vince il campionato Asia Road Racing Championship e corre come wildcard il Gp del Giappone a bordo di una Honda NSF250R Moto3 del motomondiale, senza ottenere punti.
Nel 2014 corre nel campionato spagnolo - classe Moto3, concludendo terzo; nello stesso anno corre nella classe Moto3 del motomondiale il Gran Premio d'Aragona in qualità di wildcard a bordo di una Honda, ottenendo cinque punti. Nel 2015 è ancora nella classe Moto3 del motomondiale, sulla Honda del team Leopard Racing; i compagni di squadra sono Danny Kent ed Efrén Vázquez. Chiude la stagione al ventunesimo posto con 29 punti.
Nel 2016 cambia squadra passando all'Honda Team Asia, utilizzando sempre una Honda NSF250R, il compagno di squadra è Khairul Idham Pawi. In questa stagione è costretto a saltare il Gran Premio d'Olanda a causa di una frattura della seconda falange prossimale della mano sinistra rimediata nel precedente Gran Premio di Catalogna. Nel gran premio del Giappone ottenne la sua prima pole position, anche se non parte in prima posizione in girglia per una penalità. Chiude la stagione al ventitreesimo posto con 36 punti all'attivo e due sesti posti (Argentina e Italia) come miglior risultato. Nel 2017 gareggia nel CEV Moto2 in sella ad una NTS classificandosi all'ottavo posto finale. Nel biennio 2018-19 gareggia nella categoria All Japan J-GP2.
Nel 2021 gareggia nel campionato nazionale giapponese classe Moto3. Termina la stagione a pari punti con Akira Komuro, ma prevale su quest'ultimo vincendo il titolo, grazie alle quattro vittorie conquistate, una in più dell'inseguitore. Difende il titolo, sempre con Honda, nelle tre annate successive.

## Risultati nel motomondiale
| 2008 | Classe | Moto  |  |  |  |  |  |  |  |  |  |  |    |  |  |  |    |  |  |  | Punti | Pos. |
| ---- | ------ | ----- |  |  |  |  |  |  |  |  |  |  | -- |  |  |  | -- |  |  |  | ----- | ---- |
| 2008 | 125    | Honda |  |  |  |  |  |  |  |  |  |  | NE |  |  |  | 24 |  |  |  | 0     |      |

| 2011 | Classe | Moto |     |   |    |    |  |  |  |  |  |    |  |  |  |  |  |  |  |  | Punti | Pos. |
| ---- | ------ | ---- | --- | - | -- | -- |  |  |  |  |  | -- |  |  |  |  |  |  |  |  | ----- | ---- |
| 2011 | 125    | KTM  | Rit | 8 | 17 | 16 |  |  |  |  |  | NE |  |  |  |  |  |  |  |  | 8     | 26º  |

| 2013 | Classe | Moto  |  |  |  |  |  |  |  |  |    |  |  |  |  |  |  |  |     |  | Punti | Pos. |
| ---- | ------ | ----- |  |  |  |  |  |  |  |  | -- |  |  |  |  |  |  |  | --- |  | ----- | ---- |
| 2013 | Moto3  | Honda |  |  |  |  |  |  |  |  | NE |  |  |  |  |  |  |  | Rit |  | 0     |      |

| 2014 | Classe | Moto  |  |  |  |  |  |  |  |  |  |  |  |  |  |    |  |  |  |  | Punti | Pos. |
| ---- | ------ | ----- |  |  |  |  |  |  |  |  |  |  |  |  |  | -- |  |  |  |  | ----- | ---- |
| 2014 | Moto3  | Honda |  |  |  |  |  |  |  |  |  |  |  |  |  | 11 |  |  |  |  | 5     | 26º  |

| 2015 | Classe | Moto  |     |     |    |     |    |    |     |    |     |    |    |    |    |    |     |  |     |   | Punti | Pos. |
| ---- | ------ | ----- | --- | --- | -- | --- | -- | -- | --- | -- | --- | -- | -- | -- | -- | -- | --- |  | --- | - | ----- | ---- |
| 2015 | Moto3  | Honda | Rit | Rit | 13 | Rit | 11 | 11 | Rit | 14 | Rit | 26 | NP | 20 | 16 | 10 | Rit |  | Rit | 8 | 29    | 21º  |

| 2016 | Classe | Moto  |    |   |    |     |     |   |     |     |     |    |    |    |   |    |    |   |    |    | Punti | Pos. |
| ---- | ------ | ----- | -- | - | -- | --- | --- | - | --- | --- | --- | -- | -- | -- | - | -- | -- | - | -- | -- | ----- | ---- |
| 2016 | Moto3  | Honda | 18 | 6 | 25 | Rit | Rit | 6 | Rit | Inf | Rit | 15 | 20 | 19 | 9 | 20 | SQ | 8 | NP | 21 | 36    | 23º  |

| Legenda | 1º posto        | 2º posto            | 3º posto            | A punti      | Senza punti        | Grassetto – Pole position Corsivo – Giro più veloce |
| Legenda | Gara non valida | Non qual./Non part. | Ritirato/Non class. | Squalificato | '-' Dato non disp. | Grassetto – Pole position Corsivo – Giro più veloce |